# Калех Мазандаран
Калех Мазандаран (перс. باشگاه والیبال کاله مازندران ‎) — иранский волейбольный клуб из города Амоль.

## История
Клуб был основан в 1989 году. До 2007 года команда играла в чемпионате провинции Мазандаран. Основные победы были одержаны в последние годы. В 2010 году клуб впервые оказался среди иранского чемпионата. А в 2012 году впервые стали чемпионами. В дебютном сезоне в клубном чемпионате Азии стали третьими, а в следующем розыгрыше клубного чемпионата Азии стали победителями. 
В 2014 году из-за проблем с финансированием команда была расформирована, но уже в следующем году команда снова стала играть в Суперлиге.
Сезон 2015/16 оказался неудачным, команда оказалась восьмой.
В 2014 году началось строительство частного стадиона на 10000 мест.

## Известные игроки
В числе игроков клуба, выигрывавших клубный чемпионат Азии был игрок сербской сборной Владо Петкович, игроки сборной Ирана Хамзех Зарини, Мохаммад Мусави, Фархад Гаеми.

## Достижения
Клубный чемпионат Азии

 - 2013 

 - 2012 

Суперлига Ирана 

 2012, 2013

 2014

 2010, 2011